# Сетка Вульфа

Экваториальная сетка Вульфа с шагом координат 10°

Сетка Вульфа в кристаллографии — стереографическая экваториальная проекция градусной сетки сферы из расположенного на её экваторе центра проекции, осуществляемая на плоскость меридиана, удалённого на 90° от выбранного центра. Данный меридиан называется основным меридианом сетки. Меридианы и параллели сетки Вульфа играют вспомогательную роль как проекции дуг больших и малых кругов сферы. Точки схождения меридианов называются полюсами сетки; отрезок прямой, соединяющей полюса сетки, называется осью сетки; отрезок прямой, равноудалённый от полюсов и перпендикулярный оси, называется экватором сетки.
Все построения и преобразования с использованием сетки Вульфа проводятся на кальке, на которую переносят центр сетки, её основной меридиан, ось и экватор, а также наносят точки, сферические координаты которых требуется преобразовать. Повороты кальки делаются с сохранением центровки относительно сетки.
Сетку Вульфа обычно строят с шагом координат в 2°.
Метод изобретён кристаллографом Георгием Вульфом.

## Примеры применения
Сетка Вульфа позволяет графически, без дополнительных расчётов решать многие задачи геометрической кристаллографии, связанные с угловыми характеристиками кристаллов, а так же навигационные и астрометрические задачи.
С помощью сетки Вульфа строится стереографическая экваториальная проекция точки, заданной своими сферическими координатами {\displaystyle \phi }1 и {\displaystyle \rho }1. Поворотом кальки вокруг центра сетки на требуемый угол с учётом его знака получают результирующие координаты точки {\displaystyle \phi }2 и {\displaystyle \rho }2 на сетке. В зависимости от класса решаемых задач координаты точек на сетке могут быть заданы различным образом.
В кристаллографии принят следующий порядок указания координат: углы {\displaystyle 0^{\circ }\leq \phi <360^{\circ }} отсчитываются по окружности сетки Вульфа, положительное направление по часовой стрелке, начиная от правого конца её экватора; углы {\displaystyle 0^{\circ }\leq \rho \leq 180^{\circ }} — вдоль оси и экватора, от центра сетки, при этом диапазон {\displaystyle 90^{\circ }<\rho \leq 180^{\circ }} соответствует проекциям точек, лежащих под плоскостью основного меридиана. Центр сетки соответствует координатам {\displaystyle \rho =0^{\circ }} и {\displaystyle \rho =180^{\circ }}; правый конец экватора - {\displaystyle \rho =90^{\circ },\phi =0^{\circ }}; левый конец экватора - {\displaystyle \rho =90^{\circ },\phi =180^{\circ }}; "верхний" полюс - {\displaystyle \rho =90^{\circ },\phi =270^{\circ }}; "нижний" полюс - {\displaystyle \rho =90^{\circ },\phi =90^{\circ }}.
В геодезическом, навигационном или астрографическом применении сетки принят такой порядок указания координат: углы {\displaystyle -90^{\circ }\leq \phi \leq +90^{\circ }}, соответствующие широте, склонению или высоте над горизонтом, отсчитываются по окружности сетки Вульфа, положительное направление по часовой стрелке, начиная от левого конца её экватора; углы {\displaystyle 0^{\circ }\leq \lambda <360^{\circ }}, соответствующие долготе, прямому восхождению или часовому углу — вдоль экватора сетки от правого его конца. Положения точек с координатами {\displaystyle \lambda >180^{\circ }} находятся по правилу {\displaystyle 360^{\circ }-\lambda }. Центр сетки имеет координаты {\displaystyle \lambda =90^{\circ }} и {\displaystyle \lambda =270^{\circ }}.
В контексте решений навигационных задач сетка может представлять требуемую систему сферических координат, например, экваториальную, тогда северный полюс отображается на верхний полюс сетки, южный полюс - на нижний полюс сетки, небесный экватор - на экватор сетки; меридиан наблюдателя совпадает с основным меридианом сетки. Зенит и надир находятся в точках, соответствующих географической широте местоположения наблюдателя: в точках {\displaystyle (\phi ,\lambda =180^{\circ })} и {\displaystyle (-\phi ,\lambda =0^{\circ })} соответственно. В этом случае вдоль основного меридиана отсчитываются склонения светил, а вдоль экватора сетки - часовые углы.
При использовании горизонтальной системы координат - зенит и надир находятся в соответствующих полюсах сетки, экватор сетки соответствует истинному горизонту наблюдателя. Меридиан наблюдателя совпадает с основным меридианом сетки. Полюсы мира находятся на основном меридиане в точках {\displaystyle (90^{\circ }-\phi )} и {\displaystyle (-90^{\circ }+\phi )} соответственно. Точка севера (N) отображается на правый конец экватора, точка юга (S) - на левый, точки востока и запада - в центр сетки. В этом случае вдоль основного меридиана сетки (от точки юга) отсчитываются высоты светил над горизонтом; вдоль экватора сетки (от точки севера) - истинные пеленги светил.
Поворотом кальки вокруг центра сетки на соответствующий угол производится преобразование координат светила из горизонтальной в экваториальную систему координат и обратно.

## Способ построения сетки Вульфа

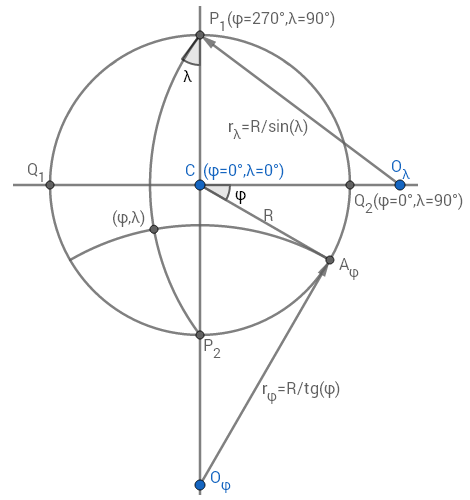
Порядок построения сетки Вульфа

Воспользуемся тем свойством стереографической экваториальной проекции, что меридианы и параллели сетки Вульфа являются дугами окружностей.
Начертите окружность радиуса {\displaystyle R} с центром в точке {\displaystyle C}, постройте два взаимно-перпендикулярных диаметра {\displaystyle P_{1}-P_{2}} и {\displaystyle Q_{1}-Q_{2}}. Положительные значения угла {\displaystyle \phi } отсчитываются по часовой стрелке от точки {\displaystyle Q_{2}}. Выбрав желаемый шаг координатной сетки - найдите на окружности {\displaystyle P_{1}Q_{2}P_{2}Q_{1}} вспомогательную точку {\displaystyle A_{\phi }}, отмеряющую на окружности дугу {\displaystyle Q_{2}-A_{\phi }}, кратную выбранному шагу по углу {\displaystyle \phi }. Найдите на луче {\displaystyle C-P_{2}} вспомогательную точку {\displaystyle O_{\phi }}, лежащую на расстоянии {\displaystyle r_{\phi }={\frac {R}{\tan \phi }}} от точки {\displaystyle A_{\phi }}. Взяв точку {\displaystyle O_{\phi }} в качестве центра, прочертите от точки {\displaystyle A_{\phi }} дугу радиусом {\displaystyle r_{\phi }} внутри окружности; параллель широты {\displaystyle \phi } построена. Параллели второй половины сетки строятся таким же образом, но углы {\displaystyle \phi } отсчитываются от точки {\displaystyle Q_{1}} и вспомогательные точки располагаются на луче {\displaystyle C-P_{1}}.
Для построения меридианов сетки с выбранным шагом, вычисляйте положение вспомогательной точки {\displaystyle O_{\lambda }}, находящейся на луче {\displaystyle C-Q_{2}} на расстоянии {\displaystyle r_{\lambda }={\frac {R}{\sin \lambda }}} от какого-либо полюса. Взяв точку {\displaystyle O_{\lambda }} в качестве центра, прочертите между полюсами {\displaystyle P_{1}} и {\displaystyle P_{2}} дугу радиусом {\displaystyle r_{\lambda }}; меридиан долготы {\displaystyle \lambda } построен. Меридианы второй половины сетки строятся таким же образом, но вспомогательные точки располагаются на луче {\displaystyle C-Q_{1}}.